# Gustavo Zenkl
Gustavo Zenkl (Viena, 24 de janeiro de 1942 — Lisboa, 6 de novembro de 1992) foi um cavaleiro tauromáquico português.
De origem austríaca, veio para Portugal ainda criança, após a Segunda Guerra Mundial, juntamente com várias crianças refugiadas suas compatriotas, algumas das quais acabaram, tal como ele, por ser adotadas por famílias portuguesas. O futuro cavaleiro seria adoptado pela família Infante da Câmara, lavradores e ganadeiros de Vale de Figueira, no concelho de Santarém, que o criou e levou a obter a nacionalidade portuguesa. Debutou como cavaleiro amador aos 14 anos, atuando também algumas vezes como forcado. Na Monumental do Campo Pequeno, a 4 de abril de 1968, viria a receber a alternativa de cavaleiro tauromáquico, tendo como padrinho Manuel Conde, que lhe cedeu a lide do toiro Tabaco, pertencente à ganadaria de D. Diogo Passanha. Além de Portugal, exibiu-se também em Espanha, França, México e nos EUA.